# Império do Espírito Santo do Outeiro
O Império do Espírito Santo do Outeiro é um Império do Espírito Santo localizado na freguesia da Conceição, concelho de Angra do Heroísmo, ilha Terceira, arquipélago dos Açores.
Este Império do Espírito Santo tem a sua fundação no século XVII, mais precisamente no ano de 1670, encontrando-se entre os mais antigos impérios da ilha Terceira.